# 荻田常三郎

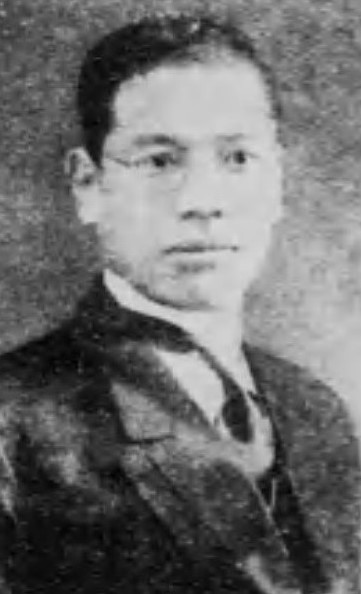
荻田常三郎

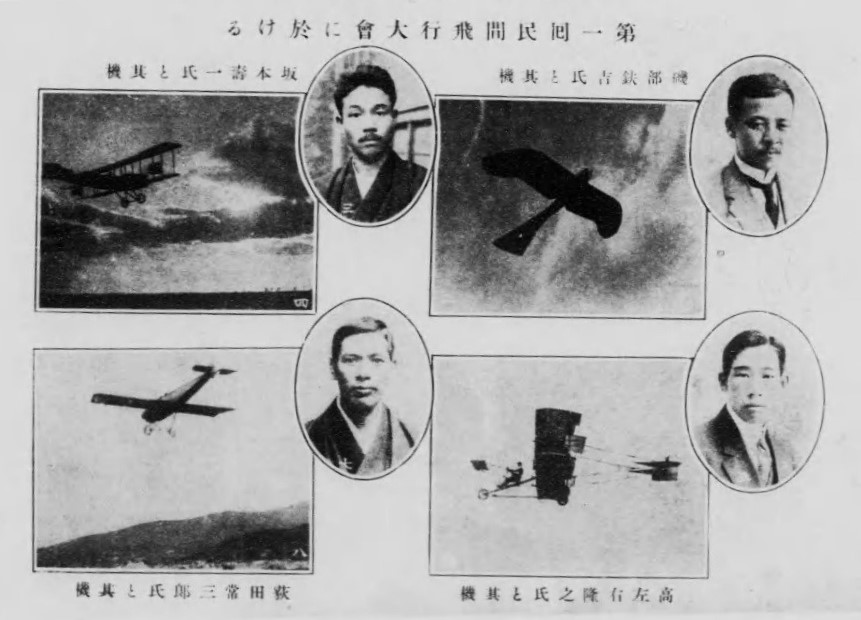
大正3年(1914)6月13、14日阪神鳴尾競馬場で開催された帝国飛行協会主催の初の民間飛行大会に参加した荻田（左下）。他は磯部鉄吉（右上）、中華革命党航空学校設立にも携わった坂本寿一（左上）

荻田 常三郎（おぎた つねさぶろう、明治18年（1885年） - 大正4年（1915年）1月3日）は、滋賀県初の飛行操縦士、日本の民間飛行家の先駆者。

## 生涯
滋賀県愛知郡島川村（後の八木荘村、現愛知郡愛荘町島川）に呉服商・善三郎の嫡子として生まれた。明倫小学校を経て同志社中学を中退後、陸軍歩兵第9連隊に一年志願兵として入営、少尉となった。当初は自転車に関心があり、各地で競技会に参加していたが、陸軍在職中に深草練兵場で武石浩玻の事故死を目撃したことで飛行機に興味を持ち、除隊後家業を手伝う傍らで手に入る限りの飛行書を集め、飛行学校に入学するため大正2年（1913年）9月フランスに留学し、パリ郊外のヴェリジー＝ヴィラクブレー飛行場（現ヴィラクブレー空軍基地）にあるモラーヌ・ソルニエ飛行学校（L'école de pilotage Morane-Saulnier à Villacoublay ）に入学した。
入学後5か月で万国飛行1級免許を取得し、大阪で開催される帝国飛行協会（現日本航空協会）が主催する第1回飛行競技会に参加するため、当時フランスの最新機モラーヌ・ソルニエ G型機を購入し、恩師であるビゼーと共に帰国した。大正3年（1914年）6月13日、競技会には延べ35万人の群衆が押しかけ、高度部門で常三郎が高度2,003ｍを記録し1位になったことから常三郎は一躍有名人となった。また、この際伏見宮貞愛親王より愛機に「翦風号」の名を賜った。
常三郎は神崎郡八日市町長に「故郷の人達にも飛行機を見せたい」との思いを伝え、町長は同年10月急ぎ沖野ヶ原を整備し常三郎の思いは実現した。実業家・熊木九兵衛の協力で鳴尾（現：西宮市）から貨車で八日市駅まで翦風号を輸送し、10月21・22日に沖野ヶ原の一部を整地した臨時飛行場にて八木荘村まで12分間の飛行を行った。また、伏見深草練兵場で翦風号に乗る姿を当時小学生の西堀栄三郎がよく見に行っていた。
同年12月、帝国飛行協会員となり、翌年1月に大阪・東京間の飛行を計画した。そのための飛行訓練を行っていたところ、大正4年（1915年）1月3日京都深草錬兵場から離陸直後、エンジンの故障により墜落し同乗の大橋繁治と共に死去した。墓所は京都市大谷本廟。

### 八日市飛行場と第二翦風号
常三郎は「沖野ヶ原は飛行場として地質も気候条件も最適である」と言い、将来はこの地に飛行士を養成する飛行学校を設立したいとした。これを契機に11月には「翦風飛行学校設立期成同盟会」が組織された。
常三郎の訃報を聞いた八日市町は飛行場事業を継続し、同年4月には地元有力者・京都の土木業者の支援を受けて飛行場の造成を開始した。また、翦風号の図面やスペアパーツが残っていたことから、それに並行して熊木九兵衛、伊崎省三らを中心として翦風号の復元計画がすすめられた。同年6月には、日本の民間飛行場の草分け「八日市飛行場」が完成し。「第二翦風号」も7月にエンジン修理を終え、1916年（大正5年）1月29日、パイロットとしてチャールズ・フランクリン・ナイルスを招聘、午後5時より飛行場で5分間飛行を行った。ナイルスは3月まで留まり、第二翦風号によるさまざまな飛行を試みた。ナイルスは再来日を約束したが、帰国後の6月に事故死した。
また、5月に孫文や雨森俊彦の依頼で八日市飛行場は中華革命党航空学校生徒の飛行技術訓練に使用された。それから2か月後の同年7月、航空学校卒業生と坂本寿一、立花了観ら日本人教官9名を含む87名の人員は護国戦争に実戦投入されることとなり、中華革命軍東北軍（長：居正）指揮下に「華僑義勇団飛機隊」（管理主任：胡漢堅）を結成、山東省濰県城（現：濰坊市）に展開した。第二翦風号も戦線に投入され、第3隊で飛行訓練に使われた。12月14日、中華革命軍東北軍の解散後返却された。
そんな中、八日市飛行場に陸軍航空部隊を誘致する計画が持ち上がり、大正座で誘致の是非を問う町民大会が開催された。飛び入りで参加した熊木九兵衛は、壇上で引き続き民間飛行場としての運営継続を主張し、亡きナイルスに代わりフランク・チャンピオンの招聘を告知した。1917年5月に来日したチャンピオンは、来るべき翦風飛行学校教官として資金を集めるべく各地で曲芸飛行を行おうとしたがトラブルに見舞われ、10月30日に高知の朝倉練兵場で行われた飛行大会で墜落死、「第二翦風号」も全壊した。
財産を使い果たし、妻の実家から絶縁を言い渡された熊木はやがて八日市町を去り、翦風飛行学校の開校も頓挫した。
2004年4月、旧八日市市制五十周年を機に「翦風号を甦らせる会」により「翦風号」の実物大復元模型機が製作された。製作に当たり、モラーヌ・ソルニエの後継会社のソカタCEOのステファヌ・マイエールからも激励のメッセージが届いた。